# Celuridi
Celuridi (lat. Coeluridae) su porodica malenih dinosaura mesoždera iz perioda kasne jure, koja je prije bila polifiletična (neprirodno oblikovana). Danas se smatra da u nju spadaju samo rodovi Coelurus i Tanycolagreus.

## Osobine
Celuridi su bili lovci malene do srednje veličine (1-2 m), koji su zbog svojih dugih zadnjih udova i vitke tjelesne građe bili vrlo okretni. Na rukama su imali tri prsta s oštrim pandžama, a na stopalima su imali tri glavna prsta, tj. ona koja su nosila težinu tijela.

## Klasifikacija
Dugo vremena su se svi maleni jurski i kredski teropodi, koji nisu spadali ni u jednu specijaliziranu porodicu poznatu u to vrijeme, svrstavali među celuride, pa se tako stvorila zbunjujuća grupa "celurida" koji uopće nisu bili u srodstvu. U dinosaure koji su se prije netočno svrstavali u ovu grupu spadaju Laevisuchus (noasaurid) i Microvenator (srodnik oviraptorida). Iako su se tradicionalno svrstavali u ovu porodicu, ne postoje dokazi da primitivni celurosauri poput Ornitholestesa, Proceratosaurusa i Scipionyxa formiraju kladus s Coelurusom na isključivanje drugih tradicionalnih porodica celurosaura. Druge osobine koje definiraju porodicu Coeluridae nisu točno određene zato što nisu pronađeni svi dijelovi tijela roda Coelurus.
Godine 2003. O.W.M. Rauhut je kladističkom analizom zaključio da Coeluridae uključuje rodove Coelurus (kasna jura, Sjeverna Amerika), Compsognathus (kasna jura, Europa), Sinosauropteryx (rana kreda, Azija) i neimenovana vrsta slična Compsognathusu (rana kreda, Južna Amerika; poslije je svrstan u novi rod Mirischia). Rauhut smatra celuride monofiletičnom grupom primitivnih celurosaura koje karakteriziraju evolutivni obrati u nekim aspektima kralježaka u njihovo primitivnije stanje. Međutim, on i drugi autori od tada nisu dobili takav rezultat. Phil Senter je 2007. godine predložio da su Coelurus i Tanycolagreus jedini celuridi i da su celuridi spadali u veću grupu tiranosauroida.